# Ujedinjene velike lože Srbije
Ujedinjene velike lože Srbije (srp. Уједињене велике ложе Србије), skraćeno UVLS, su tradicionalna slobodnozidarska velika loža u Srbiji. Osnovana je 2007. godine.
Godine 2015. dio članova se izdvojio i formirao Savez ujedinjenih velikih loža Srbije, i ta novoformirana velika loža često se predstavlja pod nazivom Ujedinjene velike lože Srbije.

## Povijest
Ova velika loža je osnovana 2007. godine u Beogradu od članova koji su se izdvojili iz Velike ujedinjene lože Srbije (VULS).
Na vrhuncu svog rada ova velika loža je imala oko 500 članova okupljenih u preko 20 loža u Beogradu, Novom Sadu, Loznici, Somboru, Nišu, Kruševcu, Ćupriji i Zrenjaninu. Na svojoj skupštini 2012. godine iznijeli su čak i prijedlog osnivanja masonskog sveučilišta. Do 2018. godine ova velika loža je bila druga po broju članova i aktivnostima, odmah iza Regularne velike lože Srbije.
Ova velika loža je uspostavila svoju slobodnozidarsku knjižnicu koja je bila i članica međunarodne udruge Masonskih knjižnica i muzeja (Masonic Library and Museum Association, MLMA).
Godine 2015. je doživljava veliku krizu u kojoj dolazi do smjene velikog majstora. Nakon toga dolazi do napuštanja dijela članova koji osnivaju Savez ujedinjenih velikih loža Srbije. Godine 2018. šest loža napušta ovu veliku ložu i formira Liberalnu veliku ložu Srbije.

## Ustroj
Sjedište Ujedinjenih velikih loža Srbije je u Beogradu.
Velika loža je izdavala časopis Neimar od 2010. do 2016. godine.

### Lože
Godine 2015. u sastavu ove velike lože nalazile su se 22 masonske lože, od toga je 14 bilo u Beogradu, dvije u Novom Sadu, te po jedna u Ćupriji, Kruševcu, Loznici, Nišu, Somboru i Zrenjaninu:
- Loža "Pobratim" (Ложа "Побратим") br. 1, Beograd – nosi naziv po beogradskoj loži utemeljenoj 1891. godine.
- Loža "Maksimilijan Vrhovac" (Ложа "Максимилијан Врховац") br. 2, Beograd – nosi naziv po zagrebačkom biskupu i masonu Maksimilijanu Vrhovcu, kao i po zagrebačkoj loži utemeljenoj 1913. godine.
- Loža "Sloga, rad i postojanstvo" (Ложа "Слога, рад и постојанство") br. 3, Beograd – nosila naziv po beogradskoj loži utemeljenoj 1883. godine.
- Loža "Đorđe Weifert" (Ложа "Ђорђе Вајферт") br. 4, Beograd – nosi naziv po bankaru i masonu Đorđu Weifertu, prvom velikom majstoru Velike lože "Jugoslavija".
- Loža "Dunav" (Ложа "Дунав") br. 5, Novi Sad – nosi naziv po rijeci Dunav.
- Loža "Panonija" (Ложа "Панонија") br. 6, Novi Sad – nosi naziv po antičkom području Panonija. Loža je do 2012. godine nosila naziv Loža "Mitropolit Stratimirović" po karlovačkom metropolitu i masonu Stefanu Stratimiroviću, kao i po novosadskoj loži utemeljenoj 1924. godine.[12]
- Loža "Preporođaj" (Ложа "Препорођај") br. 7, Beograd – nosi naziv po beogradskoj loži utemeljenoj 1925. godine.
- Loža "Šumadija" (Ложа "Свјетлост Балкана") br. 8, Beograd – nosi naziv po beogradskoj loži utemeljenoj 1910. godine.
- Loža "Svjetlost Balkana" (Ложа "Светлост Балкана") br. 9, Beograd – nosi naziv po beogradskoj loži utemeljenoj 1876. godine.
- Loža "Mihajlo Pupin" (Ложа "Михајло Пупин") br. 10, Beograd – nosi naziv po znanstveniku i masonu Mihajlu Pupinu.
- Loža "Jovan Cvijić" (Ложа "Јован Цвијић") br. 11, Loznica – nosi naziv po znanstveniku i profesoru Jovanu Cvijiću.
- Loža "Hram" (Ложа "Храм") br. 12, Beograd
- Loža "Srce Srbije" (Ложа "Срце Србије") br. 13, Kruševac
- Loža "Morava" (Ложа "Морава") br. 14, Ćuprija – nosi naziv po rijeci Morava.
- Loža "Nikola Tesla" (Ложа "Никола Тесла") br. 15, Beograd – nosi naziv po izumitelju i inženjeru Nikoli Tesli.
- Loža "Istina" (Ложа "Истина") br. 16, Beograd – nosi naziv po beogradskoj loži utemeljenoj 1920. godine.
- Loža "Pravda" (Ложа "Правда") br. 17, Beograd
- Loža "Svjetlost" (Ложа "Свјетлост") br. 18, Beograd
- Loža "Banat" (Ложа "Банат") br. 19, Zrenjanin – nosi naziv po pančevačkoj loži utemeljenoj 1937. godine kao i po regiji Banat.
- Loža "Konstantin" (Ложа "Константин") br. 20, Niš – nosi naziv po rimskom caru Konstantinu I. Velikom.
- Loža "Budućnost" (Ложа "Будућност") br. 21, Sombor – nosi naziv po somborskoj loži utemeljenoj 1908. godine.
- Loža "Petar Mrkonjić" (Ложа "Петар Мркоњић") br. 22, Beograd – nosi naziv po pseudonimu Petra I. Karađorđevića za boravka u zapadnoj Bosni tijekom Hercegovačkog ustanka (1875. – 1878.).

### Uprava
Ujedinjenim velikim ložama Srbije upravlja veliki majstor koji se bira na trogodišnje razdoblje. Dosadašnji veliki majstori su:
1. Vladimir S. Marković (2007. – 2014.)[13]
2. Petar Radonjanin (2014. – 2015.)[a]
3. Vladimir S. Marković (2015. – 2017.)[b]

### Obred
Primarni obred ove velike lože je Yorčki obred. Velika loža upravlja simboličkim stupnjevima plave lože (učenik, pomoćnik i majstor) i delegira upravljanje visokim stupnjevima na dodatna tijela i redove.

## Pridružena tijela i redovi
Upravljanje visokim masonskim stupnjevima ova velika loža provodi u dva pridružena tijela i reda u sustavu Yorčki obred, a na temelju potpisanih konkordata. Ova tijela i redovi su:
- Veliki kapitel zidara kraljevskog luka Srbije – nadležan za rad Kraljevskog luka.
- Veliki koncil Prince Hall kraljevskih i odabranih majstora Južne Karoline – nadležan za rad Kripte.

### Kraljevski luk
Veliki kapitel zidara kraljevskog luka Srbije (srp. Велики капител зидара краљевског свода Србије) je dodatni red nadležan za visoke stupnjeve Kraljevskog luka. Uspostavljen je 1. studenoga 2014. godine sa sjedištem u Beogradu uz pomoć Velikog kapitela Princa Halla zidara kraljevskog luka Južne Karoline (Prince Hall Grand Chapter of Holy Royal Arch Masons of South Carolina).
Pod zaštitom Velikog kapitela Srbije rade tri kapitela:
- Kapitel "Kralj Salomon" (Капител "Краљ Соломон") br. 1, Beograd – nosi naziv po kralju Salomonu.
- Kapitel "Ključni kamen" (Капител "Кључни камен") br. 2, Beograd
- Kapitel "Harmonija" (Капител "Хармонија") br. 3, Beograd

Za prvog velikog prvosvećenika izabran je Vladimir S. Marković.

### Kripta
Veliki koncil Prince Hall kraljevskih i odabranih majstora Južne Karoline (engl. Prince Hall Grand Council Royal and Select Masters State and Jurisdiction of South Carolina) je dodatni red koji djeluje u Južnoj Karolini od 2013. godine. U Srbiji su uspostavili tri koncila u studenom 2014. godine. Deset godina kasnije, ovi kapiteli su ugašeni.
Pod okriljem Velikog koncila Južne Karoline u Srbiji su radila tri kapitela:
- Koncil "Jeruzalem" (Jerusalem Council) br. 7, Beograd – nosi naziv po Jeruzalemu, svetom gradu u tri Abrahamske religije.
- Koncil "Zorobabel" (Zarubabbel Council) br. 8, Beograd – nosi naziv po Zorobabelu, vođi židovskoga naroda u 6. stoljeću pr. Kr..
- Koncil "Alfa" (Alpha Council) br. 9, Beograd – nosi naziv po slovu grčkog alfabeta Alfa.